# Ivo Ghezze
Ivo Ghezze (Cortina d'Ampezzo, 3 marzo 1941 – Cortina d'Ampezzo, 27 dicembre 1993) è stato un hockeista su ghiaccio italiano.
Giocatore della Sportivi Ghiaccio Cortina vince sei volte il campionato italiano di hockey su ghiaccio (1959, 1961, 1962, 1964, 1965, 1966) e partecipa nel 1964 ai XIV Giochi olimpici invernali di Innsbruck, Austria, qualificandosi al 15º posto